# Aleurodicus pulvinatus
Aleurodicus pulvinatus là một loài côn trùng cánh nửa trong họ Aleyrodidae, phân họ Aleurodicinae.
Aleurodicus pulvinatus được Maskell miêu tả khoa học đầu tiên năm 1896.